# Montmoyen
Montmoyen ist eine französische Gemeinde mit 72 Einwohnern (Stand: 1. Januar 2022) im Département Côte-d’Or in der Region Bourgogne-Franche-Comté. Sie gehört zum Kanton Châtillon-sur-Seine und zum Arrondissement Montbard.
Nachbargemeinden sind Essarois im Nordwesten, Recey-sur-Ource im Norden, Terrefondrée im Nordosten, Saint-Broing-les-Moines im Osten, Moitron im Südosten, Aignay-le-Duc im Süden, Mauvilly im Südwesten und Beaulieu im Westen.

## Bevölkerungsentwicklung
| Jahr                       | 1962 | 1968 | 1975 | 1982 | 1990 | 1999 | 2008 | 2015 |
| -------------------------- | ---- | ---- | ---- | ---- | ---- | ---- | ---- | ---- |
| Einwohner                  | 255  | 126  | 100  | 109  | 103  | 103  | 83   | 85   |
| Quellen: Cassini und INSEE |      |      |      |      |      |      |      |      |

## Sehenswürdigkeiten
- Schloss Montmoyen, seit 1990 ein Monument historique, erhielt 1994 den Europa-Nostra-Preis
- Kirche Saint-Vallier
- Kapelle Saint-Julien im Ortsteil Hierce

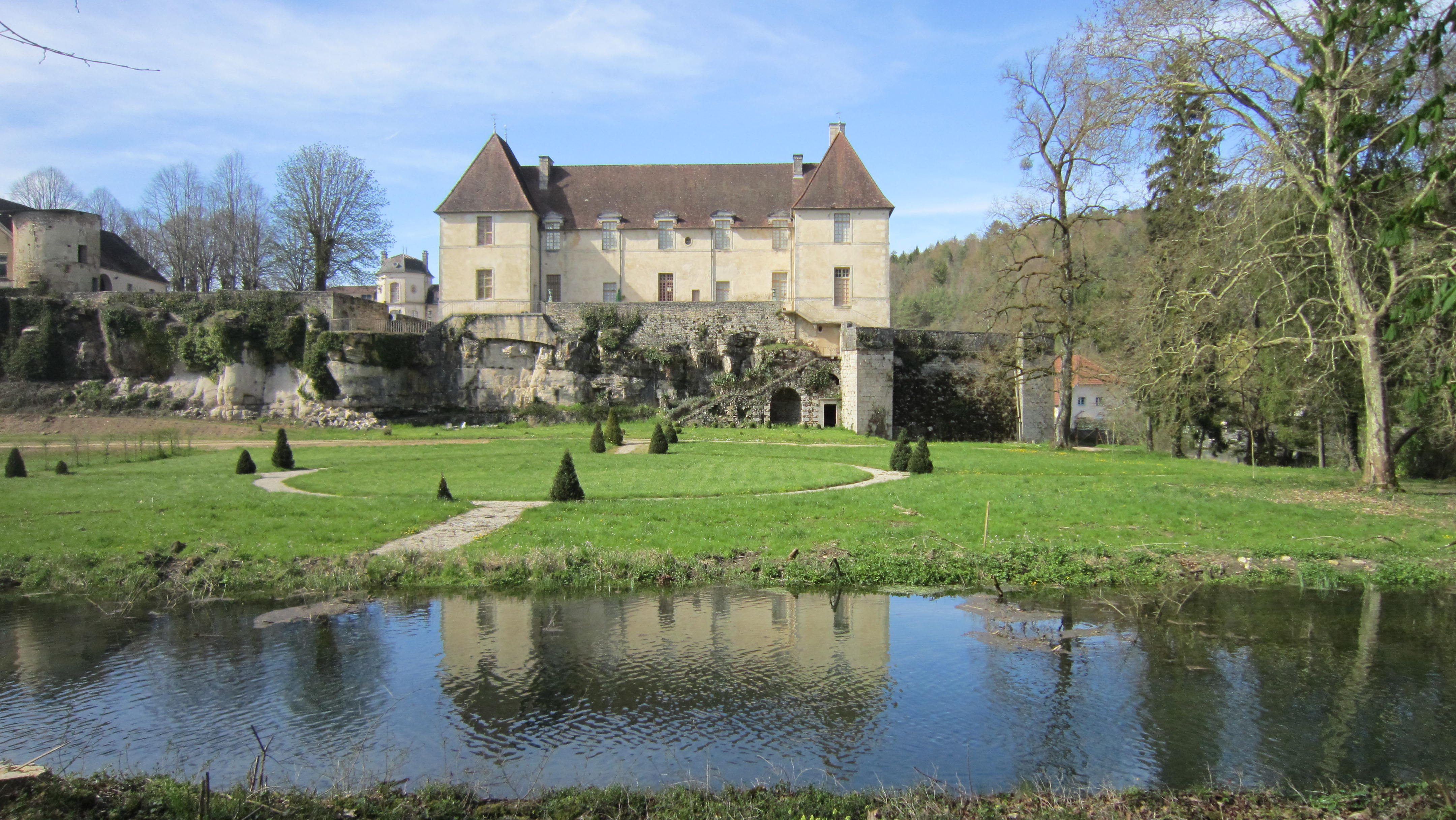
Schloss von Montmoyen
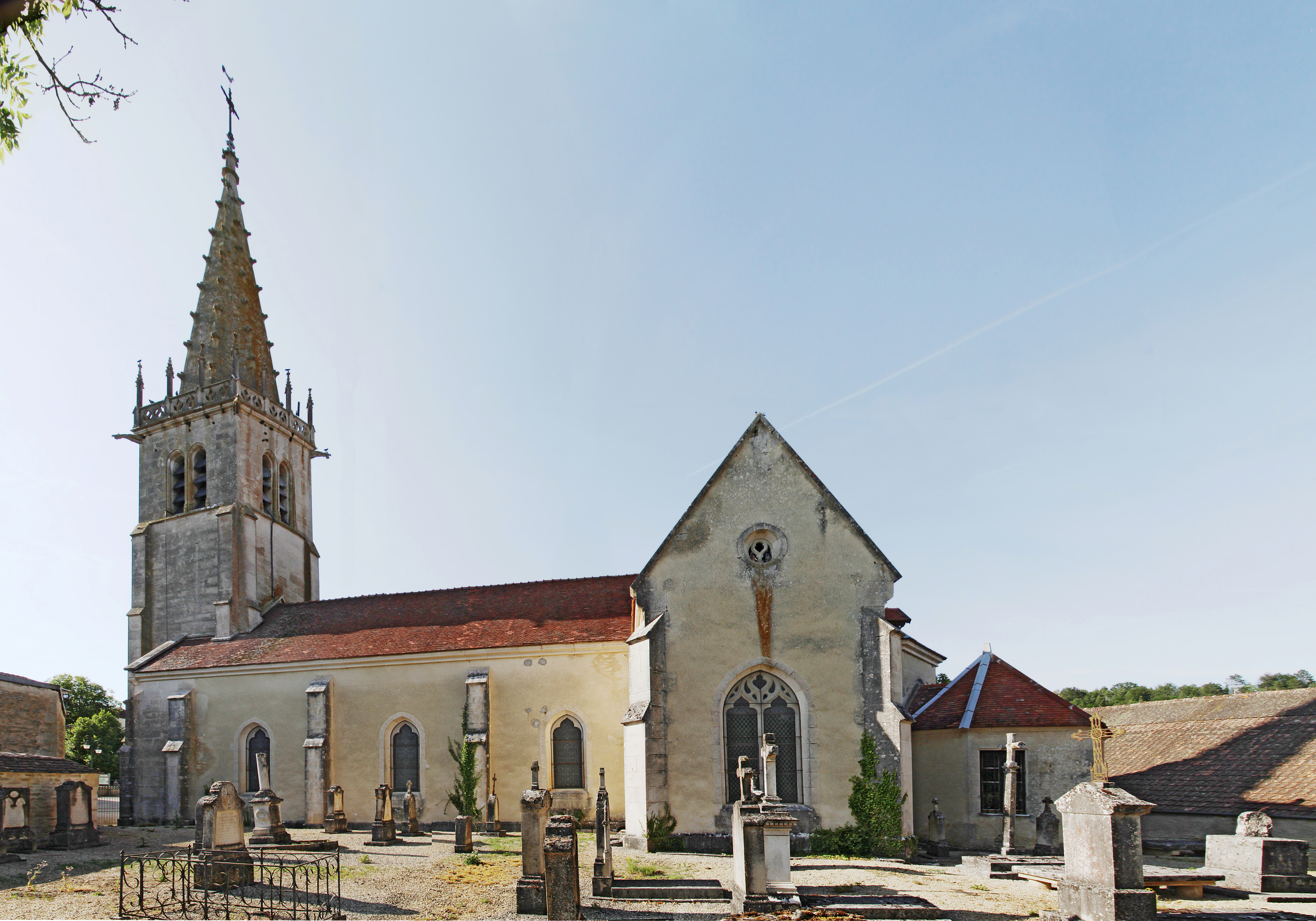
Kirche Saint-Vallier
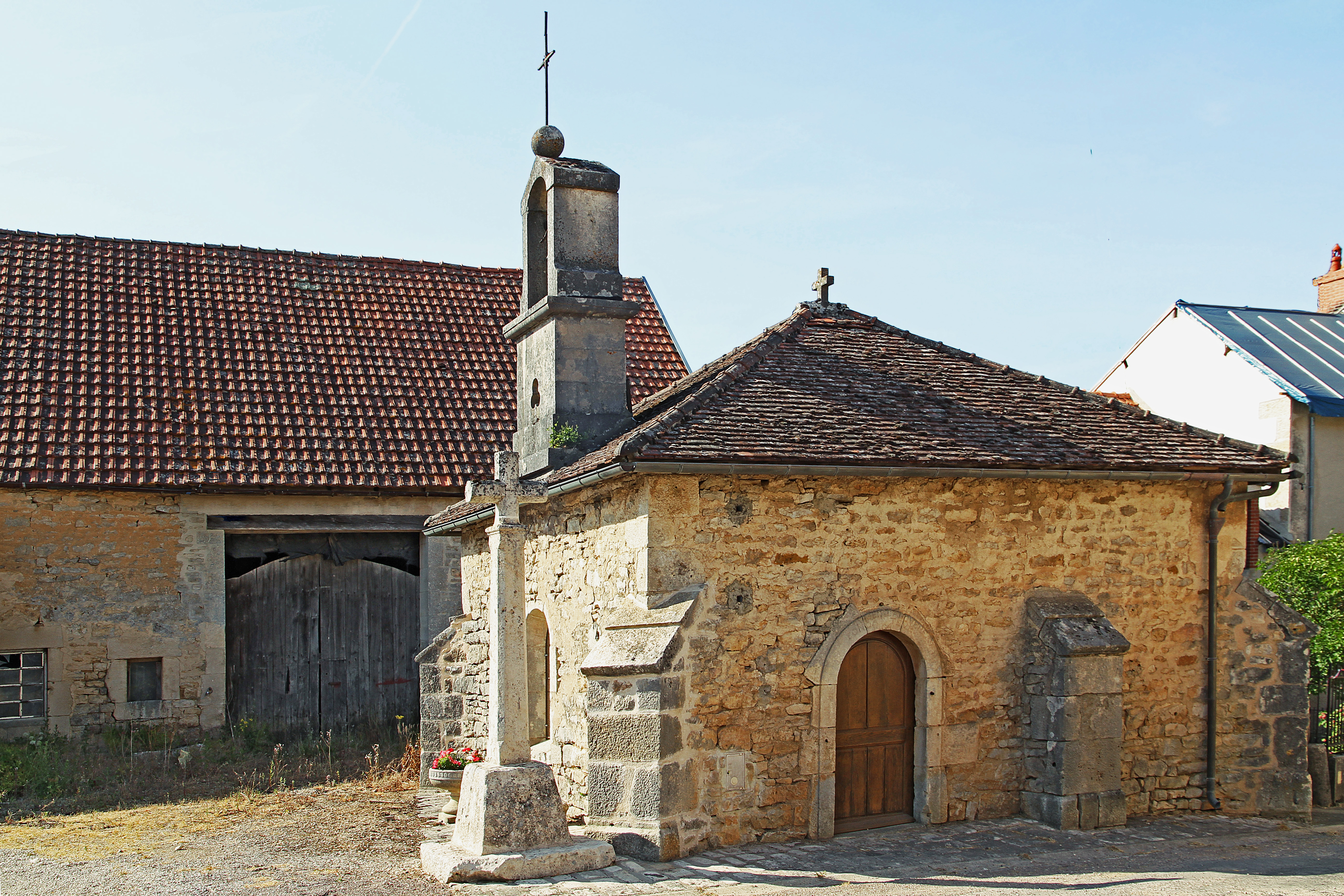
Kapelle Saint-Julien